# Marquesado de Valderas
El Marquesado de Valderas es un título nobiliario español creado por la reina Isabel II, el 20 de diciembre de 1866, a favor de Ángel-Juan Álvarez y Alonso, Yáñez y Cantón, Magistrado Honorario de Audiencia, Caballero de la Orden de Carlos III y de la Soberna Orden Militar de Malta.
El actual titular, desde 1997, es Hipólito Sanchiz y Álvarez de Toledo, VI marqués de Valderas, XVII marqués del Vasto, VI conde de Valdemar de Bracamonte, V conde de Belascoaín.

## Carta de otorgamiento
Ministerio de Gracia y Justicia.
Queriendo dar una prueba de mi Real aprecio á D. Ángel Juan Álvarez, de acuerdo con el parecer del Consejo de Ministros,
Vengo en hacerle merced de Título del Reino con la denominación de Marqués de Valderas para sí, sus hijos y sucesores legítimos habidos en constante matrimonio.
Dado en Palacio á diez y seis de Noviembre de mil ochocientos sesenta y seis.
Está rubricado de la Real mano.
El Ministro de Gracia y Justicia,
Lorenzo Arrazola
Real Decreto de concesión, de fecha 16 de noviembre de 1866, publicado en la
Gaceta de Madrid núm. 324, de 20 de noviembre de 1866, página 1.

## Marqueses de Valderas
|                                       | Titular                                     | Periodo                               |
| Creado en 1866 por la reina Isabel II | Creado en 1866 por la reina Isabel II       | Creado en 1866 por la reina Isabel II |
| ------------------------------------- | ------------------------------------------- | ------------------------------------- |
| I                                     | Ángel-Juan Álvarez y Alonso, Yáñez y Cantón | 1866-1883                             |
| II                                    | María Isabel Álvarez y Montes               | 1884-1898                             |
| III                                   | Isabel de Arróspide y Álvarez               | 1898-1947                             |
| IV                                    | José Ignacio Sanchiz y Arróspide            | 1950-1979                             |
| V                                     | Hipólito Sanchiz y Núñez-Robres             | 1983-2000                             |
| VI                                    | Hipólito Sanchiz y Álvarez de Toledo        | 1997-actual titular                   |

## Historia de los marqueses de Valderas
- Ángel-Juan Álvarez y Alonso, Yáñez y Cantón (1819-1883), I marqués de Valderas, Magistrado Honorario de Audiencia, Caballero de la Orden de Carlos III y de la Soberna Orden Militar de Malta.[3]

Hijo de Antonio Álvarez Yáñez, y de María Javiera Alonso Cantón.
1. Casó con Susana de Montes y Bayón.

Le sucedió, el 18 de febrero de 1884, su hijo:
- María Isabel Álvarez y Montes (1848-1915), II marquesa de Valderas, II duquesa de Castro-Enríquez, grande de España.

1. Casó con José María de Arróspide y Marimón, X conde de Plasencia.

Le sucedió, por cesión inter vivos, el 22 de abril de 1898, su hija:
- Isabel de Arróspide y Álvarez (1876-1947), III marquesa de Valderas, baronesa de Borriol.

1. Casó con José María Sanchiz y Quesada (1872-1952), XIV marqués del Vasto, V conde de Piedrabuena, XI conde de Villaminaya.

Le sucedió, el 23 de junio de 1950, su hijo:
- José Ignacio Sanchiz y Arróspide (1903-1979), IV marqués de Valderas, XV marqués del Vasto, VI conde de Piedrabuena, XI marqués de La Casta (rehabilitado a su favor en 1915).

Sin descendientes. Le sucedió, el 30 de marzo de 1983, su sobrino (hijo de su hermano Hipólito Sanchiz y Arróspide, IV conde de Valdemar de Bracamonte, y de su esposa  Pilar Núñez-Robres y Rodríguez de Valcárcel):
- Hipólito Sanchiz y Núñez-Robres (1932-2000), V marqués de Valderas, XVI marqués del Vasto, XII marqués de La Casta, V conde de Valdemar de Bracamonte.

1. Casó con María Soledad Álvarez de Toledo Girona.

Le sucedió, el 12 de septiembre de 1997, su hijo:
- Hipólito Sanchiz y Álvarez de Toledo (n.1969), VI marqués de Valderas, XVII marqués del Vasto, VI conde de Valdemar de Bracamonte, V conde de Belascoaín.

1. Casó con Beatriz de Alcázar y Velázquez-Duro.

Actual titular.

## Castillos de San José de Valderas

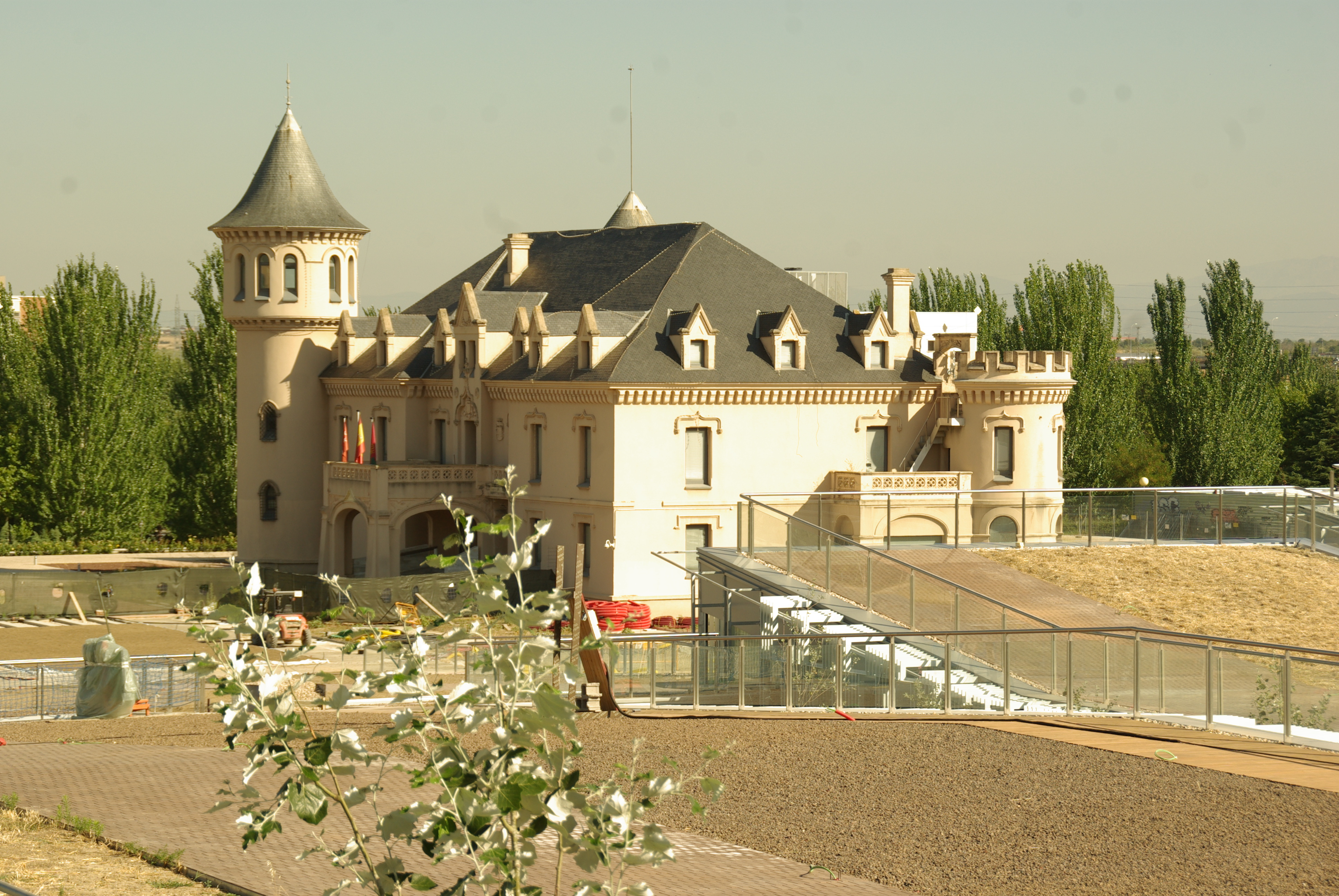
Antiguo palacio del marqués de Valderas, en Alcorcón

A comienzos del siglo XX el entonces marqués de Valderas encargó la construcción de unos castillos de carácter neoecléctivo en la localidad de Alcorcón (Madrid). Los castillos, actualmente de propiedad municipal y dedicados a actividades culturales (uno de ellos acoge un Museo de Arte en Vidrio), constituyen la principal atracción del Parque de los Castillos en el barrio conocido aún como San José de Valderas.